# Mekar Jaya (Keluang)
Mekar Jaya is een bestuurslaag in het regentschap Musi Banyuasin van de provincie Zuid-Sumatra, Indonesië. Mekar Jaya telt 2188 inwoners (volkstelling 2010).